# Genista sardoa
Genista sardoa är en ärtväxtart som beskrevs av Vals. Genista sardoa ingår i släktet ginster, och familjen ärtväxter. Inga underarter finns listade i Catalogue of Life.